# Ildefonso Urizar Azpitarte
Ildefonso Urizar Azpitarte (Bilbao, 1943. november 19. –) spanyol nemzetközi labdarúgó-játékvezető.

## Pályafutása
Játékvezetésből Bilbaóban vizsgázott. A RFEF Játékvezető Bizottságának (JB) minősítésével 1975-től a Liga Adelante, majd 1977-től a Primera División játékvezetője. Küldési gyakorlat szerint rendszeres partbírói szolgálatot végzett. A nemzeti játékvezetéstől 1991-ben visszavonult. Liga Adelante mérkőzéseinek száma: 27. Primera División mérkőzéseinek száma: 148. Vezetett kupadöntők száma: 3.
| Időpont              | Helyszín                          | Mérkőzés típusa                                  | Mérkőzés                           | Eredmény | Nézők száma |
| -------------------- | --------------------------------- | ------------------------------------------------ | ---------------------------------- | -------- | ----------- |
| 1977. szeptember 11. | Esradio Teresa Rivero, Madrid     | első Primera División mérkőzése                  | Rayo Vallecano–Racing de Santander | 1 – 0    |             |
| 1985. október 30.    | Camp Nou, Barcelona               | Spanyol labdarúgó-szuperkupa döntő 2. mérkőzés   | FC Barcelona–Atlético de Madrid    | 1 – 0    | 30 000      |
| 1988. szeptember 21. | Santiago Bernabéu stadion, Madrid | Spanyol labdarúgó-szuperkupa döntő első mérkőzés | Real Madrid CF–FC Barcelona        | 2 – 0    | 70 000      |
| 1990. december 5.    | Camp Nou, Barcelona               | Spanyol labdarúgó-szuperkupa döntő első mérkőzés | FC Barcelona–Real Madrid CF        | 0 – 1    | 50 000      |
| 1991. június 19.     | Estadio Ramon de Carranza, Cádiz  | utolsó Primera División (PR1) mérkőzése          | Cádiz CF–CD Málaga                 | 1 – 0    |             |

A Spanyol labdarúgó-szövetség JB terjesztette fel nemzetközi játékvezetőnek, a Nemzetközi Labdarúgó-szövetség (FIFA) 1987-től tartotta-tartja nyilván bírói keretében. A FIFA JB központi nyelvei közül a spanyolt beszéli. Több nemzetek közötti válogatott (Labdarúgó-Európa-bajnokság), valamint UEFA-kupa és  Bajnokcsapatok Európa-kupája klubmérkőzést vezetett, vagy működő társának partbíróként segített. A spanyol nemzetközi játékvezetők rangsorában, a világbajnokság-Európa-bajnokság sorrendjében többedmagával a 34. helyet foglalja el 1 találkozó szolgálatával. A nemzetközi játékvezetéstől 1991-ben búcsúzott. Európában a legtöbb válogatott mérkőzést vezetők rangsorában többed magával,  3 (1987. június 1.– 1990. szeptember 12.) találkozóval tartják nyilván.
Az 1992-es labdarúgó-Európa-bajnokságon az UEFA JB játékvezetőként foglalkoztatta.
| Időpont              | Helyszín                      | Mérkőzés típusa           | Mérkőzés       | Eredmény | Nézők száma |
| -------------------- | ----------------------------- | ------------------------- | -------------- | -------- | ----------- |
| 1990. szeptember 12. | Hampden Park Stadion, Glasgow | előselejtező (2. csoport) | Skócia–Románia | 2 – 1    | 12 081      |

Az UEFA JB küldésére vezette az UEFA-kupa találkozót.
| Időpont          | Helyszín                | Mérkőzés típusa         | Mérkőzés      | Eredmény |
| ---------------- | ----------------------- | ----------------------- | ------------- | -------- |
| 1990. október 2. | Allmend Stadion, Luzern | előselejtező (első kör) | FC Luzern–MTK | 2 – 1    |